# Norrängenbeståndet
Norrängenbeståndet är ett naturreservat i Hallsbergs kommun i Örebro län.
Området är naturskyddat sedan 1934 och är 1,5 hektar stort. Reservatet består av en grov och högvuxen granskog, med inslag av äldre tallar, samt enstaka lövträd. 